# Agrotis hoggari
Agrotis hoggari är en fjärilsart som beskrevs av Rothschild 1920. Agrotis hoggari ingår i släktet Agrotis och familjen nattflyn. Inga underarter finns listade i Catalogue of Life.